# Энгуразово
Энгура́зово (тат. Yañguraz, Яңгураз) — село в Уваровском районе Тамбовской области. Входит в Лучёвский сельсовет. Проживают татары.

## География
Село находится в юго-восточной части Тамбовской области, в лесостепной зоне, в пределах Окско-Донской равнины, на реке Сухой Карачан, примерно в 105 км к юго-востоку от Тамбова и в 26 км к юго-западу от города Уварово.

### Климат
Климат умеренно континентальный, относительно сухой, с умеренно холодной зимой и тёплым летом. Среднегодовая многолетняя температура воздуха составляет 5,3 °С. Средняя температура воздуха самого холодного месяца (января) — −10,4 °C (абсолютный минимум — −40 °C); самого тёплого месяца (июля) — 19,6 °C (абсолютный максимум — 42 °С). Безморозный период длится 143 дня. Среднегодовое количество атмосферных осадков составляет 516 мм, из которых 324 мм выпадает в период с апреля по октябрь. Продолжительность залегания снежного покрова составляет в среднем 128 дней.

## История
Основано предположительно в 1795 году, относилось к Подгорной волости Борисоглебского уезда Тамбовской губернии. Основано как д. Енгуразовские Выселки татарами в количестве 20 семей — переселенцами из Темниковского уезда, предположительно из деревни Енгуразово. Прежде неподалёку существовала деревня Ищейка, Ишеевские Выселки (так же как неподалёку от деревни Енгуразово существовала деревня Ишейки), других татарских населённых пунктов в уезде не было. Ищейка просуществовала до 1950-х гг., когда её последние жители переселились в Энгуразово.
Само селение по меркам Тамбовской губернии принадлежало к зажиточным. Население занималось исключительно хлебопашеством и мелкой торговлей. Для торговли население постоянно отлучалось из деревни. В 1862 году в 20 дворах проживали 187 жителей, а в д. Ищейка — 28 жителей в 5 дворах. Однако к концу XX в. количество населения значительно возросло. По сведениям Департамента полиции в Борисоглебском уезде Тамбовской губернии в 1899 году проживало 530 мусульман.
В селе существовала соборная мечеть и мектеб. Первая известная мечеть построена в 1850 г.. В 1908 г. выстроена новая, так как прежняя сгорела. К её приходу относились также и мусульмане д. Ищейка.

## Население
| 2002 | 2010 |
| ---- | ---- |
| 494  | ↘471 |

Преобладающая национальность — татары (95 % в 2002 году).

## Инфраструктура
Личное подсобное хозяйство.

## Транспорт
Село доступно по просёлочным дорогам.
Ближайшая железнодорожная станция Обловка (на линии Тамбов — Балашов) находится в Уварово.